# هارولد سی. واشنگتن
هارولد سی. واشینگتن (انگلیسی: Harold C. Washington؛ استاد کتاب مقدس عبری در مدرسه الهیات سنت پل در کانزاس سیتی، میسوری است. او مدرک تحصیلی دکترا را از مدرسه علمیه پرینستون دریافت کرده‌است و عضو انجمن مذهبی کوئیکرها است.